# جبهه یادگاران شاهد
جبهه یادگاران شاهد ایران اسلامی  (جبهه یادگاران شاهد) جبهه مستقل  سیاسیِ در ایران  است که در سال ۱۳۹۱  توسط عده‌ای از فرزندان سرداران  شهید   و با گرایش سیاسی  مستقل   تشکیل شده است.
این جبههٔ خود را حامی دولت  دکتر روحانی  در انتخابات ریاست جمهوری ۹۲ می داند.
- دبیر کل این جبهه دکتر حمید اسدی  می‌باشد.

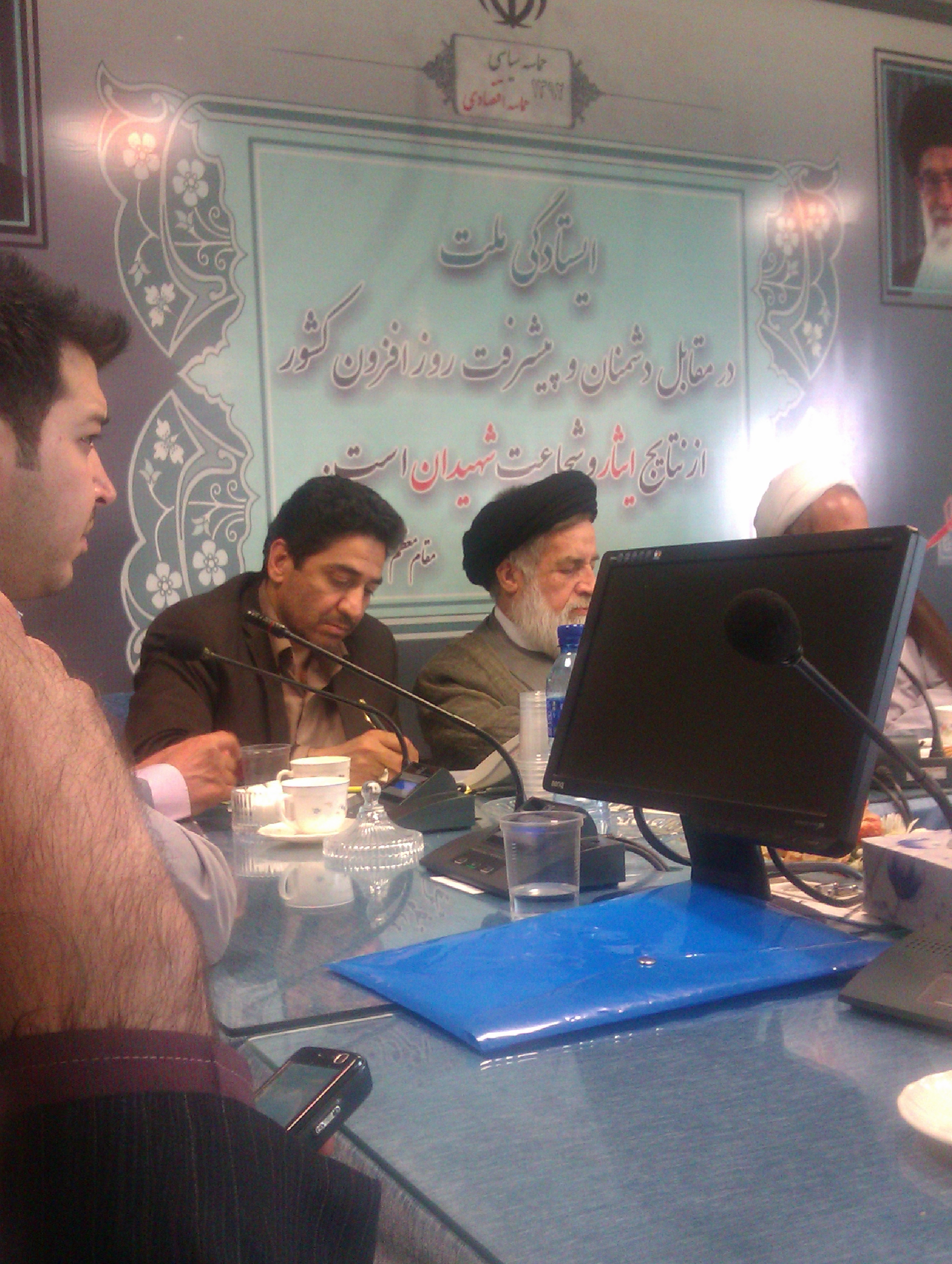
اسدی دبیر کل جبهه یادگاران شاهد در کنار ریس بنیاد شهید محمد علی شهیدی در دیدار شورای مرکزی ۲۷ شهریور ۹۲

در مرداد ماه ۱۳۹۲ خبر انتصاب حمید اسدی رسانه‌ای  اما به سرعت توسط وی تکذیب شد